# سيباستيان فوربس
سيباستيان فوربس (بالإنجليزية: Sebastian Forbes)‏ هو ملحن بريطاني، ولد في 22 مايو 1941.

## وصلات خارجية
- سيباستيان فوربس على موقع ميوزك برينز (الإنجليزية)